# Dismorphia doris
Dismorphia doris is een vlindersoort uit de familie van de Pieridae (witjes), onderfamilie Dismorphiinae.
Dismorphia doris werd in 1969 beschreven door Baumann & Reissinger.